# روزاموند هانسون
روزاموند هانسون (انگلیسی: Rosamund Hanson) هنرپیشه و مدل اهل بریتانیا است.
از فیلم‌ها یا برنامه‌های تلویزیونی که وی در آن نقش داشته‌است می‌توان به این انگلستان است و زندگی خیلی کوتاه است اشاره کرد.